# Puszka Pandory (film 1929)
Puszka Pandory (niem. Die Büchse der Pandora) – niemiecki film niemy z 1929 roku w reżyserii Georga Wilhelma Pabsta. Tragiczna historia luksusowej prostytutki z Louise Brooks w roli głównej.

## Obsada
- Louise Brooks
- Franz Lederer
- Fritz Kortner
- Gustav Diessl
- Daisy D'ora